# Mobilitätsprämie
Die Mobilitätsprämie ist eine befristete steuerliche Förderung für Geringverdiener, die zusätzlich zur Entfernungspauschale gewährt wird. Sie wurde mit dem Gesetz zur Umsetzung des Klimaschutzprogramms 2030 im Steuerrecht für die Veranlagungszeiträume 2021 bis 2026 eingeführt. Rechtsgrundlage ist das  Einkommensteuergesetz (§§ 101 bis 109 EStG).
Geringverdiener, deren einfacher Weg zur Arbeit länger als 20 Kilometer ist, erhalten ab dem 21. Kilometer 14 Prozent der erhöhten Pendlerpauschale als Steuervergütung erstattet – also 4,9 Cent (2021) oder 5,32 Cent (2022–2026) je Kilometer. Wer mit seinem zu versteuernden Einkommen oberhalb des Grundfreibetrages liegt oder nur bis zu 20 Kilometer zur Arbeit fährt, geht leer aus.

## Art und Höhe der Förderung
Die Mobilitätsprämie wird auf Antrag nach Ablauf des Veranlagungszeitraumes in einem Prämienbescheid festgesetzt, wenn sie mehr als 10 Euro beträgt. Anspruch auf die Mobilitätsprämie haben Steuerpflichtige, deren zu versteuerndes Einkommen unterhalb des Grundfreibetrages liegt. Bei verheirateten Steuerpflichtigen muss das zu versteuernde Einkommen unterhalb des doppelten Grundfreibetrages liegen.
Bemessungsgrundlage für die Mobilitätsprämie ist die Entfernungspauschale ab dem 21. Kilometer begrenzt auf den Betrag, um den das zu versteuernde Einkommen den Grundfreibetrag, bei Verheirateten den doppelten Grundfreibetrag, unterschreitet. Die Mobilitätsprämie beträgt 14 % der Bemessungsgrundlage.

## Beispiel für die Berechnung
Ein verheirateter Steuerpflichtiger fährt an 220 Tagen im Jahr zwischen Wohnung und erster Tätigkeitsstätte. Die Entfernung beträgt 40 km. Dann ergibt sich die Mobilitätsprämie wie folgt:

### 2021
a) Das zu versteuernde Einkommen beträgt 16.000 Euro:
Die Entfernungspauschale ab dem 21. Kilometer beträgt 20 km × 0,35 € * 220 Tage = 1540 €.
Die Mobilitätsprämie beträgt 14 % dieses Betrages, also 215,60 €.
b) Das zu versteuernde Einkommen beträgt 18.000 Euro:
Die Entfernungspauschale ab dem 21. Kilometer beträgt 20 km × 0,35 € * 220 Tage = 1540 €.
Dieser Betrag wird begrenzt auf die Unterschreitung des Grundfreibetrages (19.488 € für Verheiratete im Jahr 2021). Die Bemessungsgrundlage beträgt somit 1.488 €.
Die Mobilitätsprämie beträgt 14 % dieses Betrages, also 208,32 €.

### 2022–2026
a) Das zu versteuernde Einkommen beträgt 18.000 Euro:
Die Entfernungspauschale ab dem 21. Kilometer beträgt 20 km × 0,38 € * 220 Tage = 1672 €
Die Mobilitätsprämie beträgt 14 % dieses Betrages, also 234,08 €.
b) Das zu versteuernde Einkommen beträgt 20.000 Euro:
Die Entfernungspauschale ab dem 21. Kilometer beträgt 20 km × 0,38 € * 220 Tage = 1672 €.
Dieser Betrag wird begrenzt auf die Unterschreitung des Grundfreibetrages (20.694 € für Verheiratete im Jahr 2022). Die Bemessungsgrundlage beträgt somit 694 €.
Die Mobilitätsprämie beträgt 14 % dieses Betrages, also 97,16 €.

## Kritik
Experten sind der Auffassung, dass die Mobilitätsprämie ins Leere laufen wird. Sie halten die Berechnung der Mobilitätsprämie für kaum verständlich. Außerdem ist für Steuerpflichtige, die nicht ohnehin schon eine Steuererklärung abgeben müssen oder freiwillig abgeben, eine Schattenveranlagung erforderlich. Da dafür in vielen Fällen fachlicher Rat eingeholt werden muss, wird die Mobilitätsprämie durch die dadurch entstehenden Kosten zu einem großen Teil wieder aufgefressen.